# Єпископська каплиця в Курії
Єпископська каплиця в Курії — римо-католицька каплиця у місті Харків. Розташована за адресою: вулиця Гоголя, 4.

## Історія
Із заснування 2002 року Харківсько-Запорізької дієцезії виникла необхідність спорудження при Харківському кафедральному соборі Успіння Пресвятої Діви Марії церковного комплексу резиденції єпископа, Курії та парафіяльного будинку. 7 липня 2005 року в катедрі відбулось засідання Містобудівної ради Харкова, яка розглянула та затвердила з незначними поправками проект будівлі авторства харківського архітектора Володимира Новгородова. Харківська міська рада рішенням від 15.10.2008 р. за N670 дозволила будівництво церковного комплексу на території, відведеній раніше. 6 квітня 2010 року спорудження будівлі розпочалось, площу під будівництво освятив 19 квітня настоятель катедри о. Михайло Мірошник, а 29 квітня єпископ Мар'ян Бучек освятив початок бетонних робіт на будові. Під наріжний камінь фундаменту було закладено у гільзі від артилерійського снаряду документ, що підтверджує початок будівництва, та два розарії від Івана Павла ІІ і Бенедикта XVI, розарій із зображенням Богородиці, сучасний розарій на палець та скляну відзнаку, яка зображує Святу Родину.
13 січня 2013 року єпископи Мар'ян Бучек та Ян Собіло освятили новозбудовані та завершені приміщення першої черги церковного комплексу у Харкові. Відбулося освячення каплиці та катехитичних приміщень, проте будівельні роботи ще продовжувались, зокрема, у підвальній частині будинку. 7 жовтня 2013 року був підписаний акт початку будівництва другої частини єпископського і парафіяльного будинку у Харкові, 9 жовтня розпочались фундаментні роботи — залито перший бетон і вмуровано капсулу із документами та розаріями бл. Папи Йоана Павла ІІ і Папи Бенедикта XVI, фотознімком Святішого Отця Франциска і образком Року Віри, українськими і європейськими монетами. Освячення території під будівництво і вмурування капсули звершив єпископ Мар'ян Бучек. 19 березня 2014 року архієпископ Мечислав Мокшицький освятив всю першу частину церковного комплексу.